# Crestmore Heights
Crestmore Heights ist ein Stadtteil von Jurupa Valley im Riverside County im US-Bundesstaat Kalifornien. Der ehemalige Census-designated place wurde zum 1. Juli 2011 eingemeindet. Im Jahr 2010 wurden 384 Einwohner gezählt.

## Demografie
Bei der Volkszählung 2010 hatte Crestmore Heights eine Einwohnerzahl von 384.
Nach der Volkszählung 2010 betrug der Anteil der weißen Bevölkerung 229 (59,6 %), es gab 2 (0,5 %) Schwarze, 6 (1,6 %) waren Asiaten und 2 (0,5 %) Indianer. 263 (68,5 %) Menschen waren ohne Berücksichtigung ihrer Race hispanisch.
Nach der Volkszählung 2010 lebten 384 Menschen (100 % der Bevölkerung) in Privathaushalten. Es gab 112 Haushalte.
54 Haushalte (48 %) waren von verheirateten Ehepaaren bewohnt, 14 Haushalte hatten ein weibliches Haushaltsmitglied ohne einen Mann, 11 (10 %) hatten ein männliches Haushaltsmitglied ohne eine Frau. Es gab 9 (8 %) verschiedengeschlechtliche nichteheliche Partnerschaften. 21 Haushalte (19 %) waren Einpersonenhaushalte, 8 (7 %) waren Einpersonenhaushalte mit einer mehr als 65 Jahre alten Person. Die Durchschnittsgröße der Haushalte war 3,43.
99 (26 %) Menschen waren jünger als 18 Jahre alt, 62 (16 %) waren zwischen 18 und 24, 77 (20 %) waren zwischen 25 und 44, 109 (28 %) waren zwischen 45 und 64 und 37 (10 %) waren 65 oder älter.

## Geografie
Crestmore Heights liegt im Nordwesten des Riverside Countys an der Grenze zum San Bernardino County. Im Süden liegt die Stadt Riverside. Östlich von Crestmore Heights fließt der Santa Ana River. Der Stadtteil liegt auf einer Höhe von 315 Metern.

## Politik
Crestmore Heights ist Teil des 31. Distrikts im Senat von Kalifornien. In der California State Assembly ist der Ort dem 60. Distrikt zugeordnet. Auf Bundesebene gehört Crestmore Heights Kaliforniens 41. Kongresswahlbezirk an, der einen Cook Partisan Voting Index von D+9 hat.